# 1440

## Събития
- Обсада на Белград от османските турци

## Родени
- Хорхе Манрике, испански поет
- 22 януари – Иван III, велик княз на Московското княжество